# Tennis ai XIV Giochi del Mediterraneo
Il torneo di tennis dei XIV Giochi del Mediterraneo ha previsto 4 gare: 2 maschili e 2 femminili. Quelli maschili sono stati divisi in singolare e doppio così come quelli femminili. La nazione dominatrice del torneo è stata la Grecia, che ha conquistato ben 3 medaglie d'oro su quattro gare in programma, oltre ad una medaglia d'argento

## Podi

### Uomini
| Evento                      | Oro                                                  | Argento                                          | Bronzo                               |
| Singolo maschile (dettagli) | Konstantinos Ekonomidis                              | Leonardo Azzaro                                  | Mehdi Tahiri                         |
| Doppio maschile (dettagli)  | Grecia Konstantinos Ekonomidis Anastasios Vasiliadis | Algeria Abdelhak Hameurlaine Noureddine Mahmoudi | Marocco Mounir El Aarej Mehdi Tahiri |

### Donne
| Evento                       | Oro                                    | Argento                                           | Bronzo                                 |
| Singolo femminile (dettagli) | Bahia Mouhtassine                      | Eléni Daniilídou                                  | Lourdes Domínguez Lino                 |
| Doppio femminile (dettagli)  | Grecia Eléni Daniilídou Maria Pavlidou | Spagna Maria Jose Martinez Lourdes Domínguez Lino | Italia Valentina Sassi Nathalie Viérin |

## Medagliere
| Posizione | Paese   |   |   |   | Totale |
| --------- | ------- | - | - | - | ------ |
| 1         | Grecia  | 3 | 1 | 0 | 4      |
| 2         | Marocco | 1 | 0 | 2 | 3      |
|           | Italia  | 0 | 1 | 1 | 2      |
| 4         | Algeria | 0 | 1 | 0 | 1      |
| 5         | Spagna  | 0 | 1 | 1 | 2      |
| Totale    | Totale  | 4 | 4 | 4 | 12     |